# Guthrie Govan

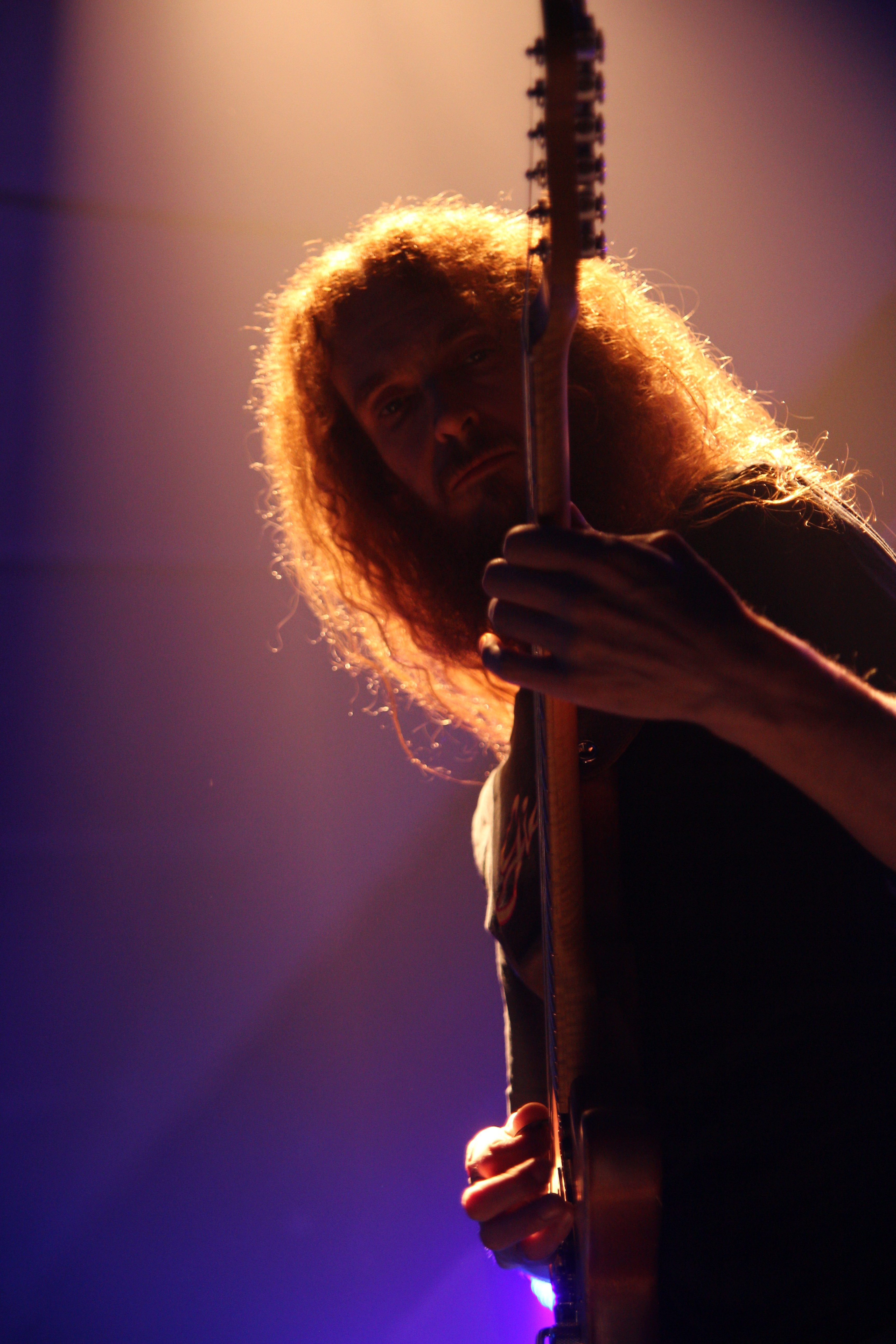
Guthrie Govan 2013 auf Tour mit Steven Wilson

Guthrie Govan (* 27. Dezember 1971 in Chelmsford, England) ist ein englischer Rock-, Blues- und Jazzgitarrist, der vor allem mit dem Fusion-Trio The Aristocrats und in der Steven Wilson Band zu sehen ist.
Er war als Solokünstler aktiv, wirkte aber auch auf Aufnahmen von The Young Punx oder The Fellowship mit und war von 2006 bis 2009 Mitglied der Rockband Asia. Eine breitere Öffentlichkeit verschafften Govan vor allem seine zahlreichen Videos auf Youtube, in denen er in einer Vielzahl unterschiedlicher Stilistiken soliert. 1993 verlieh ihm das englische Magazin Guitarist den Titel Guitarist of the Year. 2006 erschien sein Soloalbum Erotic Cakes.

## Biografie
Nach eigenen Aussagen begann Govan im Alter von drei Jahren, Gitarre zu spielen. Grundlage war die Plattensammlung seiner Eltern, die er sich nach und nach auf seinem Instrument erschloss. Nach eigenem Bekunden hatte er nie Gitarrenunterricht und hat hauptsächlich nach Gehör gelernt. Anfang der 1990er Jahre schickte er Mike Varney von Shrapnel Records Demo-Aufnahmen seines Spiels. Dieser zeigte sich beeindruckt – und bot Govan einen Plattenvertrag an. Als Govan jedoch das Gefühl bekam, dass lediglich seine technischen Fertigkeiten gefragt waren, entschloss er sich, das Angebot auszuschlagen: „Ein Angebot von Shrapnel zu dieser Zeit war eine großartige Sache, aber es schien zu fokussiert auf die Gitarre zu sein für die Art von Spieler, die ich sein wollte“. Er wurde vom britischen Magazin Guitar Techniques als Transkripteur und Autor engagiert, nachdem er der Redaktion eine selbsterstellte Transkription eines Shawn-Lane-Stücks hatte zukommen lassen.
2006 wurde Govan von Asia engagiert, auf deren Album Aura er debütierte. Nachdem der Keyboarder Geoff Downes 2006 Asia verlassen hatte, gründete er daneben mit den verbleibenden Mitgliedern John Payne und Jay Schellen das Projekt GPS, mit dem er das Album Windows to the Soul produzierte. Ebenfalls 2006 erschien sein Solo-Debütalbum Erotic Cakes. Darüber hinaus wirkte Govan beim britischen Elektro-Projekt The Young Punx mit. Zudem spielte er als Live-Gitarrist für den britischen Rapper Dizzee Rascal. Mit dem Schlagzeuger Marco Minnemann und dem Bassisten Bryan Beller ist er momentan als Gitarrist des Fusion-Trios The Aristocrats aktiv. Von 2013 bis 2015 wirkte er bei Steven Wilsons drittem Soloalbum The Raven That Refused to Sing (And Other Stories) und Album Nr. 4 Hand. Cannot. Erase. und den entsprechenden Tourneen mit. 2016 tourten Govan und The Aristocrats als Teil des All-Star-Gitarristenprojekt G3 mit Joe Satriani und Steve Vai durch Italien und Deutschland.

## Stil
Govan demonstriert in seinem Spiel so gut wie alle Techniken der modernen E-Gitarre. Stilprägend sind schnelle Läufe, bei denen Hybrid-Picking, Alternate Picking und Legato sowie Ganz- und Anderthalbton-Bendings kombiniert werden. Beispiele für die Bandbreite seines Spiels sind die Videos, die er immer wieder für einen Anbieter von Gitarren-Jamtracks (Übungsstücke ohne Melodieinstrument/Stimme) aufnimmt. In diesen spielt er etwa über Hard-Rock-, Blues- oder Fusion-Jamtracks. Seine Eigenkompositionen, z. B. auf Erotic Cakes, sind von Einflüssen anderer Stilrichtungen geprägt. Die Stücke sind durchsetzt von ungeraden Taktarten und außereuropäischen Skalen. Auf dem Album The Aristocrats von 2011 kommt wieder ein deutlicher Blues-Einschlag zum Vorschein.

## Equipment
Guthrie Govan spielte lange Zeit meist auf Gitarren des Herstellers Suhr, von dem er auch ein Signature-Modell hat. Es ähnelt in seiner Form der Fender Stratocaster, ist aber mit zwei Humbucker- und einem Singlecoiltonabnehmer ausgestattet. Am 20. November 2012 kündigte Govan jedoch auf seiner Facebook-Seite an, künftig nicht mehr mit Suhr zusammenzuarbeiten und stattdessen Instrumente des US-amerikanischen Gitarrenherstellers Charvel zu spielen, mit dem er derzeit an einem neuen Modell arbeite. Er verwendet sowohl Verstärker von Suhr – hier vor allem den Badger 30 – als auch von Cornford Amplification und Victory Amplification.

## Rezeption
Wegen seiner Virtuosität genießt Govan hohen Respekt in der Szene, was verschiedene Statements anderer Gitarristen belegen. So meint etwa Richie Kotzen: „Er hat komplette Kontrolle über das Instrument. Ich liebe es, Guthrie live zuzuschauen, wie er sich immer neue Dinge ausdenkt, auf die der Rest von uns niemals gekommen wäre“. Dweezil Zappa: „Am beeindruckendsten ist seine Musikalität. Er hat die komplette Freiheit auf der Gitarre“. Und Ron Thal alias Bumblefoot äußert sich so: „Guthrie ist der talentierteste Gitarrist, den ich jemals kennengelernt habe“. Auch Joe Satriani zeigte sich begeistert von Govans Album.
Sein Soloalbum Erotic Cakes stieß auf positive Kritiken. So urteilt etwa das Online-Musikmagazin sputnikmusic, Erotic Cakes sei ein „fabelhaftes Beispiel für instrumentale Gitarrenmusik“ und stelle eine „Tour de Force“ dar, was Technik und Stil angeht. Auf „guitarmasterclass.net“ spricht Patrik Jezierski von einem „Juwel der Inspiration“ und fügt hinzu: „Guthries exquisites Spiel wird zweifellos Maßstäbe setzen“.